# Scytodidae
Famille
Les Scytodidae sont une famille d'araignées aranéomorphes.
Elles sont appelées araignées cracheuses car elles peuvent projeter des fils de soie, terminés par une boule de glu, à plus de 100 km/h.

## Distribution

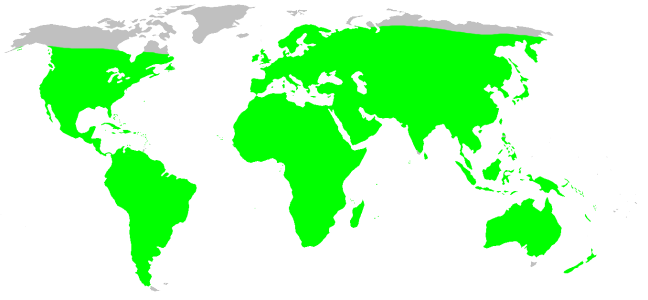
Distribution

Les espèces de cette famille se rencontrent sur toutes les terres sauf dans les zones polaires. 

## Description
Ce sont des araignées qui pratiquent la chasse à distance, par projection d'un venin gluant. Les trichobothries de l'extrémité des métatarses fournissent probablement des informations sur la proie, telle la direction, la distance ou la taille.
Elles possèdent trois groupes de deux yeux, tous nocturnes, et un céphalothorax fortement bombé.

## Paléontologie
Cette famille est présente depuis le Crétacé.

## Liste des genres
Selon World Spider Catalog (version 23.0, 28/02/2022) :
- Dictis L. Koch, 1872
- Scyloxes Dunin, 1992
- Scytodes Latreille, 1804
- Stedocys Ono, 1995

## Systématique et taxinomie
Cette famille est décrite par Blackwall en 1864.
Cette famille rassemble 241 espèces dans quatre genres.

## Publication originale
- Blackwall, 1864 : A history of the spiders of Great Britain and Ireland. London, Ray Society, vol. 2, p. 175-384.